# Lycaugesia epistigma
Lycaugesia epistigma är en fjärilsart som beskrevs av Dyar 1914. Lycaugesia epistigma ingår i släktet Lycaugesia och familjen nattflyn. Inga underarter finns listade i Catalogue of Life.